# الفعكات
الفعكات هي ضاحية من ضواحي مدينة بنغازي في ليبيا، تقع غرب بنغازي على مسافة 12 كيلو متر بعد منطقة القوارشة. ويوجد بها آثار مثل منطقة القصيبة، ومستوطنة رومانية، ويوجد بها موقع للجهاد الليبي ضد الغزو الإيطالي.